# موريس سترونج
موريس فريدريك سترونج (29 أبريل 1929 – 27 نوفمبر 2015)، رجل أعمال نفط ومعادن ودوبلوماسي كندي. موريس بدأ حياته المهنية في حقل النفط ألبرتا وكان رئيس شركة الطاقة الكندية حتى 1966. في بداية السبعينيات كان الوكيل العام لمؤتمر الأمم المتحدة لبيئة الإنسان ومن بعدها أصبح المدير التنفيذي لبرنامج الأمم المتحدة للبيئة. عاد إلى كندا ليصبح المدير التنفيذي لبترو-كندا من 1976 حتى 1978. ترأس أونتاريو المائية واحدة من أكبر منشئات الطاقة لأمريكا الشمالية.

## حياة الطفولة والشباب
موريس سترونج كان طفلاً أثناء الكساد العظيم، عانى من الفقر الحاد. والده أقيل من العمل في بداية فترة الكساد، ومن بعد ذلك اعتمدت عائلته على وظائف ذات دخل قليل، أمه ادخلت إلى مستشفى الأمراض العقلية وماتت فيه بعدما دمر الكساد الكبير صحتها. ولد موريس في بلدة أوك ليك الواقعة في الريف الكندي كان موريس قادراً على تحقيق أمور عديدة بعدما ترك المدرسة الثانوية في سن 14 ولم يدخل كلية قط وبالرغم من افتقاره للتعليم الرسمي فقد كان مديراً لعدة شركات.

## روابط خارجية
- موريس سترونج على موقع الموسوعة البريطانية (الإنجليزية)
- موريس سترونج على موقع مونزينجر (الألمانية)
- موريس سترونج على موقع إن إن دي بي (الإنجليزية)